# Torchage du gaz naturel
Vous lisez un « bon article » labellisé en 2023.

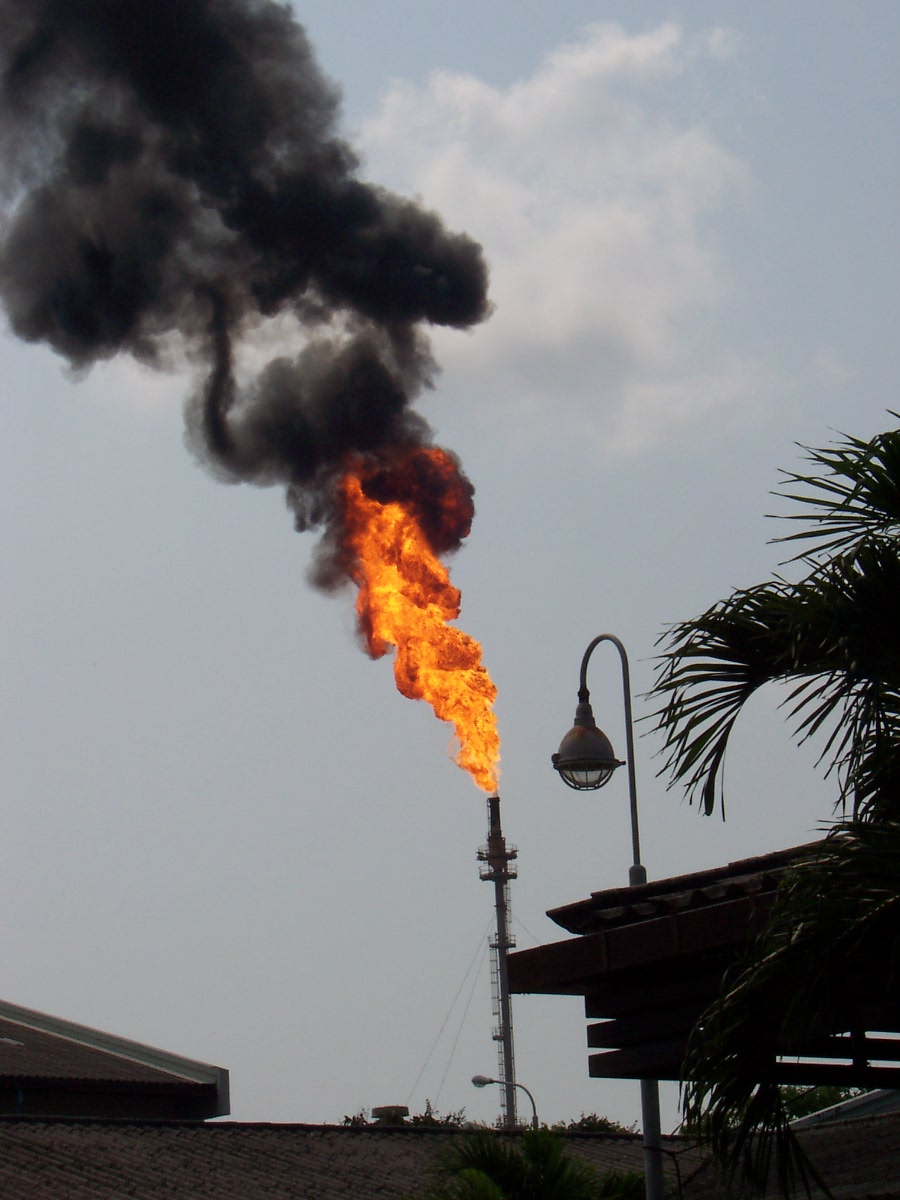
Une torchère en Thaïlande.

Le torchage du gaz naturel, ou brûlage, est l'action de brûler intentionnellement dans des torchères le gaz naturel, sans valorisation de son énergie. Les professionnels emploient fréquemment l'anglicisme flaring. Cette pratique concerne principalement le gaz associé, c'est-à-dire le gaz dissous dans le pétrole et séparé lors de l'extraction de celui-ci, pour lequel il n'existe pas de débouchés commerciaux. Elle peut aussi intervenir en urgence (par exemple à la suite de pannes), dans des installations qui, en temps normal, valorisent le gaz. Il est aussi pratiqué en aval, pour détruire des excès de gaz combustibles, par exemple dans des raffineries. Par extension, on peut y inclure la destruction de gaz de décharge ou de grisou.
Le torchage du gaz naturel représente la destruction sans contrepartie économique d'une ressource énergétique non renouvelable : c'est environ 3,5 % de la production mondiale de gaz naturel qui est ainsi perdue. Il est aussi la cause d'une émission de gaz à effet de serre (dioxyde de carbone et méthane) considérable, contribuant ainsi au réchauffement climatique. C'est aussi une source de suie, de pluies acides, et de pollution lumineuse, avec des conséquences sur la santé humaine et sur les écosystèmes locaux. Rejeter le gaz naturel dans l'atmosphère sans le brûler a cependant un effet encore plus important sur le climat.
Les initiatives visant à réduire le torchage ont principalement été menées par la Banque mondiale. Les obstacles techniques, économiques et politiques restent nombreux, et les progrès sont relativement lents, et très inégaux entre les pays.

## Généralités

### Définitions
Le torchage est la destruction contrôlée et volontaire d'un gaz combustible dans une torchère. Cette opération brûle le gaz sans utiliser son énergie d'aucune façon. Le torchage de gaz naturel, et d'autres gaz combustibles, existe à différentes étapes de la chaîne pétrolière.
Le torchage « en amont » concerne le gaz associé, c'est-à-dire le gaz naturel présent en solution dans le pétrole, qui s'en échappe en raison de la chute de pression à la sortie du puits. Une grandeur importante pour l'industrie pétrolière est le rapport gaz-pétrole, c'est-à-dire la quantité de gaz associé récupéré avec un baril de pétrole. Ce chiffre est très variable d'un gisement à l'autre, et d'une région productrice à l'autre. À titre d'exemple, au Nigeria, un mètre cube de pétrole s'accompagne en moyenne de 278 mètres cubes de gaz naturel (mesuré dans les CNTP).
Le torchage « en aval » concerne le gaz détruit dans les raffineries de pétrole, dans les terminaux de gaz naturel liquéfié, etc. On peut étendre sa définition en incluant les gaz de composition similaires au gaz naturel, comme les gaz de décharge et les gaz de mines de charbon, eux aussi ponctuellement détruits en torchère. Mais, même avec cette définition, l'aval ne génère que 9,4 % du torchage, le secteur amont étant très prépondérant.
Le torchage « de routine » (ou « de production ») se distingue de celui d'urgence. Dans le premier cas, le torchage est continu et fait partie du fonctionnement normal de l'installation (c'est le cas pour la très grande majorité de la destruction de gaz associé en amont). Dans le second cas, il s'agit d'une mesure d'urgence, en cas de panne ou pendant certaines opérations de maintenance.

Exemples de torchage
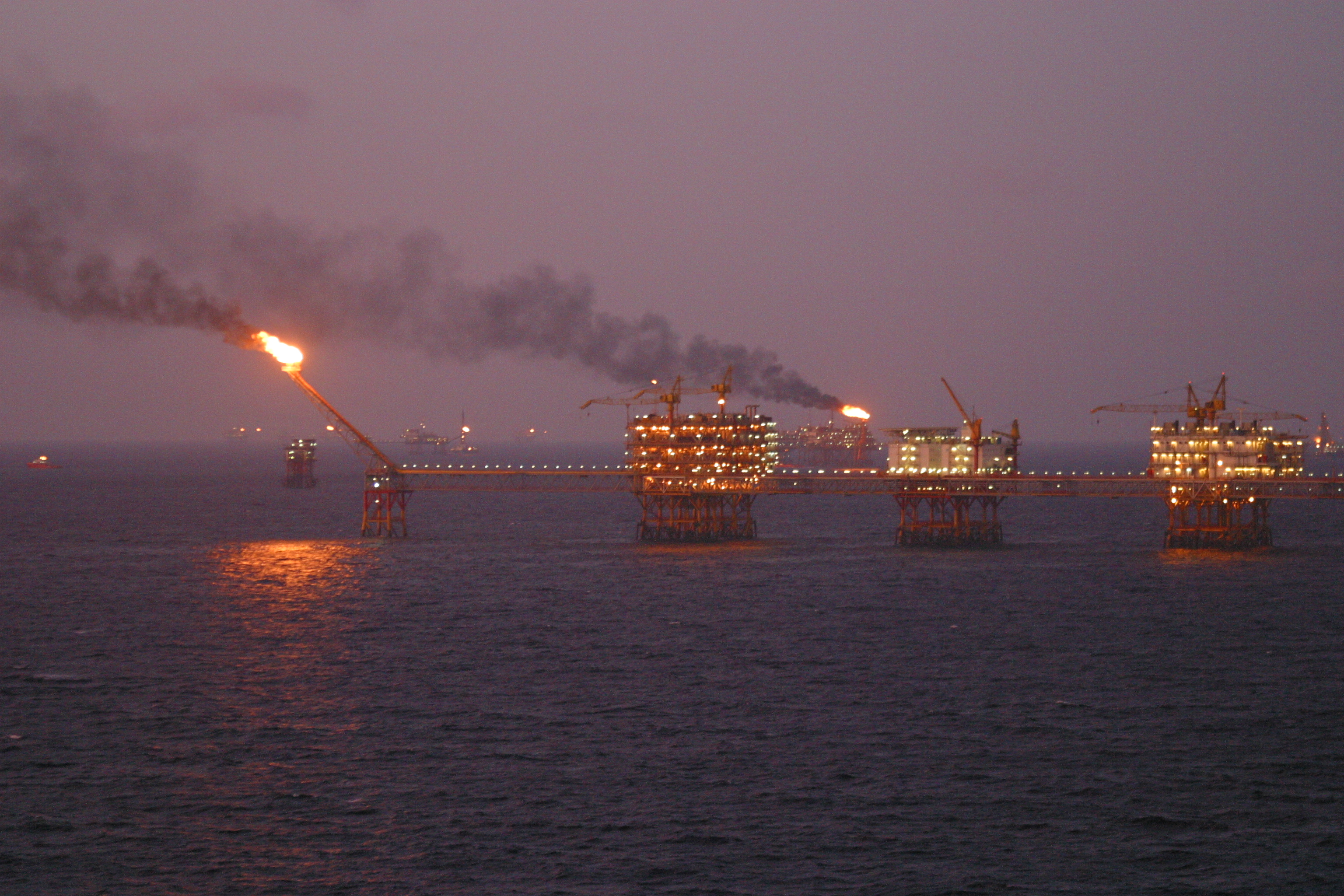
Torchage en mer en production (Viêt Nam).
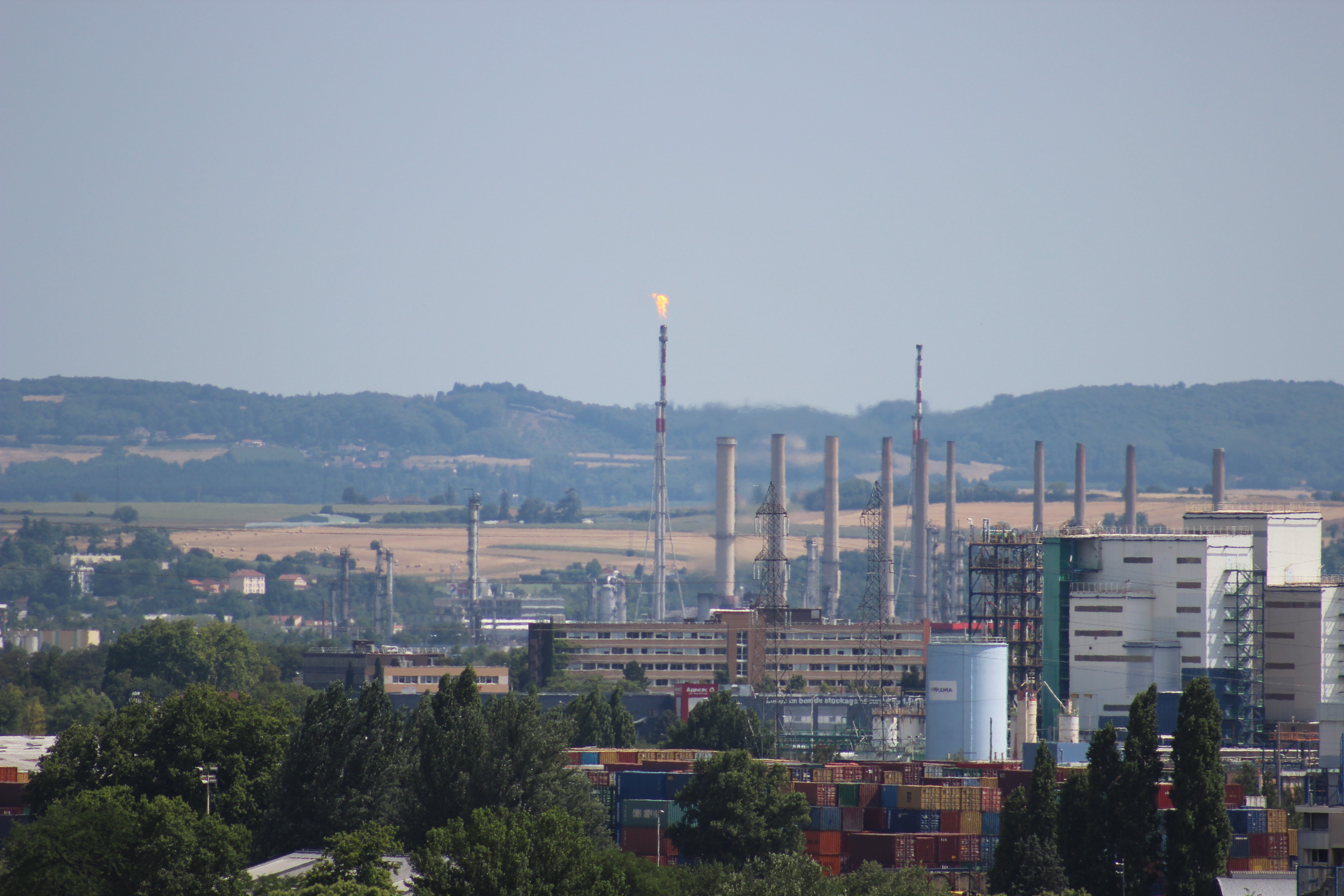
Torchage d'urgence aval (raffinerie de Feyzin).
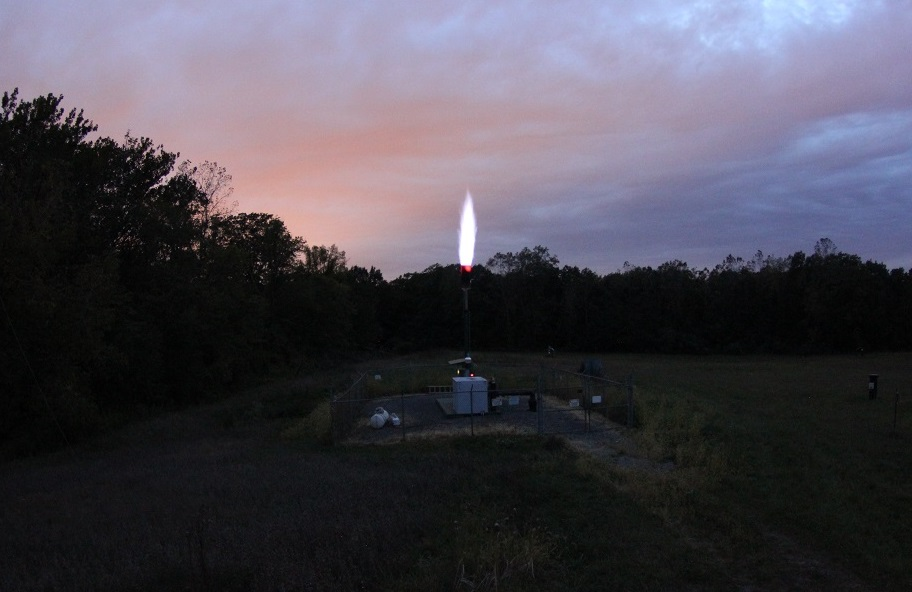
Torchage de gaz de décharge, Ohio.

### Motivations
Le gaz naturel est un combustible très important, représentant 23,5 % de l'énergie primaire totale consommée dans le monde en 2019. Ainsi, sa destruction volontaire semble paradoxale. Les raisons qui amènent à torcher le gaz naturel associé au lieu de le vendre sont logistiques et économiques. Le marché local du gaz naturel peut être inexistant ou déjà saturé. La région peut manquer d'infrastructures gazières. D'un point de vue logistique, récupérer le gaz associé demande beaucoup d'équipement, car la production est souvent dispersée entre un grand nombre de puits, dont le débit individuel est faible et irrégulier. La séparation du gaz et du pétrole se fait sous une pression assez faible. Commercialiser le gaz associé implique donc de construire de nombreux compresseurs et un réseau de canalisations pour rassembler la production. Ces opérations sont coûteuses. Pour cette raison, même lorsqu'une demande de gaz naturel est présente dans la région, il est souvent plus lucratif d'y répondre en mettant en production un gisement de gaz non-associé, qui fournira une quantité importante de gaz sous forte pression depuis un petit nombre de puits, plutôt que de valoriser le gaz associé.
Sur certains marchés, comme en Russie, le prix du gaz est maintenu artificiellement bas, ce qui dissuade la monétisation du gaz associé.
Par ailleurs, le gaz naturel peut contenir des quantités variables de CO2, d'H2S et autres constituants qui le rendent inutilisable  ; l'exploitant est alors contraint, pour le vendre ou l'utiliser, d'investir dans une unité de purification, avec des coûts supplémentaires. C'est particulièrement le cas au Moyen-Orient, où les gaz associés contiennent souvent beaucoup de soufre.

### Aspects techniques

Éléments d'une torchère.

Les torchères doivent être conçues pour obtenir une combustion la plus complète possible du gaz, normalement au-delà de 98 %. La conception typique d'une torchère comprend un tube principal nourri par le gaz à détruire, et un système de mise à feu avec une flamme pilote. La hauteur de la torchère est déterminée par des normes de sécurité. Pour éviter la formation de fumée, la plupart des torchères injectent de la vapeur d'eau. Cependant, la vapeur d'eau n'est pas toujours la solution retenue, soit par manque local d'eau douce, soit pour réduire le bruit. L'alternative est de brûler le gaz dans un excès d'air,.

### Évaluation

Torchage annuel de gaz naturel des principaux pays émetteurs, en 2012 (rouge) et 2022 (bleu).

La Banque mondiale évalue la destruction de gaz naturel à 150 milliards de mètres cubes par an en 2022. Ce volume tend à diminuer, mais assez lentement, il a été réduit d'environ 13 % depuis 1996.
Une grande partie du torchage n'est pas facile à comptabiliser, notamment parce qu'elle peut être niée ou minimisée par l'opérateur pétrolier. Ainsi, les données techniques (mesures de la quantité de gaz brûlé par un débitmètre) sont souvent manquantes ou peu fiables. Pour cette raison, des méthodes d'évaluation de la quantité de gaz torché à partir de l'imagerie satellite ont été développées. Le principe consiste à quantifier le rayonnement infrarouge des torchères sur les images des satellites, et d'utiliser une sélection de sites pour lesquels les données sont bien connues comme données de calibration. Cette calibration doit être effectuée pour chaque instrument. Les satellites utilisés à cette fin sont les Landsat américains et les satellites européens ERS, ENVISAT, puis Sentinel. Les instruments de Sentinel-2 sont ainsi utilisés non seulement pour observer le gaz détruit en torchère, mais aussi pour le gaz naturel rejeté sans combustion.

## Conséquences

### Gaspillage d'énergie
La destruction en torchère du gaz naturel représente la perte d'une ressource non renouvelable. Les 150 milliards de mètres cubes détruits en 2019 correspondent à 4 % de la consommation mondiale de gaz, ou à un tiers de la consommation annuelle de gaz naturel dans l'Union européenne. Dans certains pays, le gaz torché pourrait répondre à une part importante de la demande. Le Nigeria par exemple a produit environ 8 TWh d'électricité en 2020, et pourrait multiplier cette production par 5 en valorisant tout le gaz torché.

### Émissions de gaz à effet de serre
Sur la base de la quantité de gaz naturel détruite en torchère en 2018, les émissions de CO2 qui en résultent directement sont d'environ 275 Mt, soit environ 0,85 % des émissions mondiales. Cependant, l'impact du torchage en matière de réchauffement climatique ne peut être réduit à ce chiffre : la combustion du gaz dans les torchères est incomplète. L'efficacité d'une torchère est généralement comprise entre 97 et 98 %, ce qui signifie que deux à trois pour cent de méthane (le constituant principal du gaz naturel) est rejeté sans être brûlé, impactant d'autant plus le réchauffement climatique. Le potentiel de réchauffement global d'une molécule de méthane rejetée à la place d'une molécule de CO2 étant 28 fois plus élevé, un faible pourcentage de méthane rejeté sans être brûlé suffit à augmenter fortement l'impact climatique de la torchère.
Trois pays, à savoir l'Algérie, le Yémen et l'Irak, pourraient en théorie réaliser la totalité de la réduction des émissions de gaz à effet de serre à laquelle ils se sont engagés dans le cadre de la convention-cadre des Nations unies sur les changements climatiques par l'élimination du torchage du gaz naturel. Au niveau mondial cependant, la réduction du torchage ne peut contribuer qu'à la marge, pour environ 2 %, à la réalisation des objectifs.

### Pollution locale atmosphérique

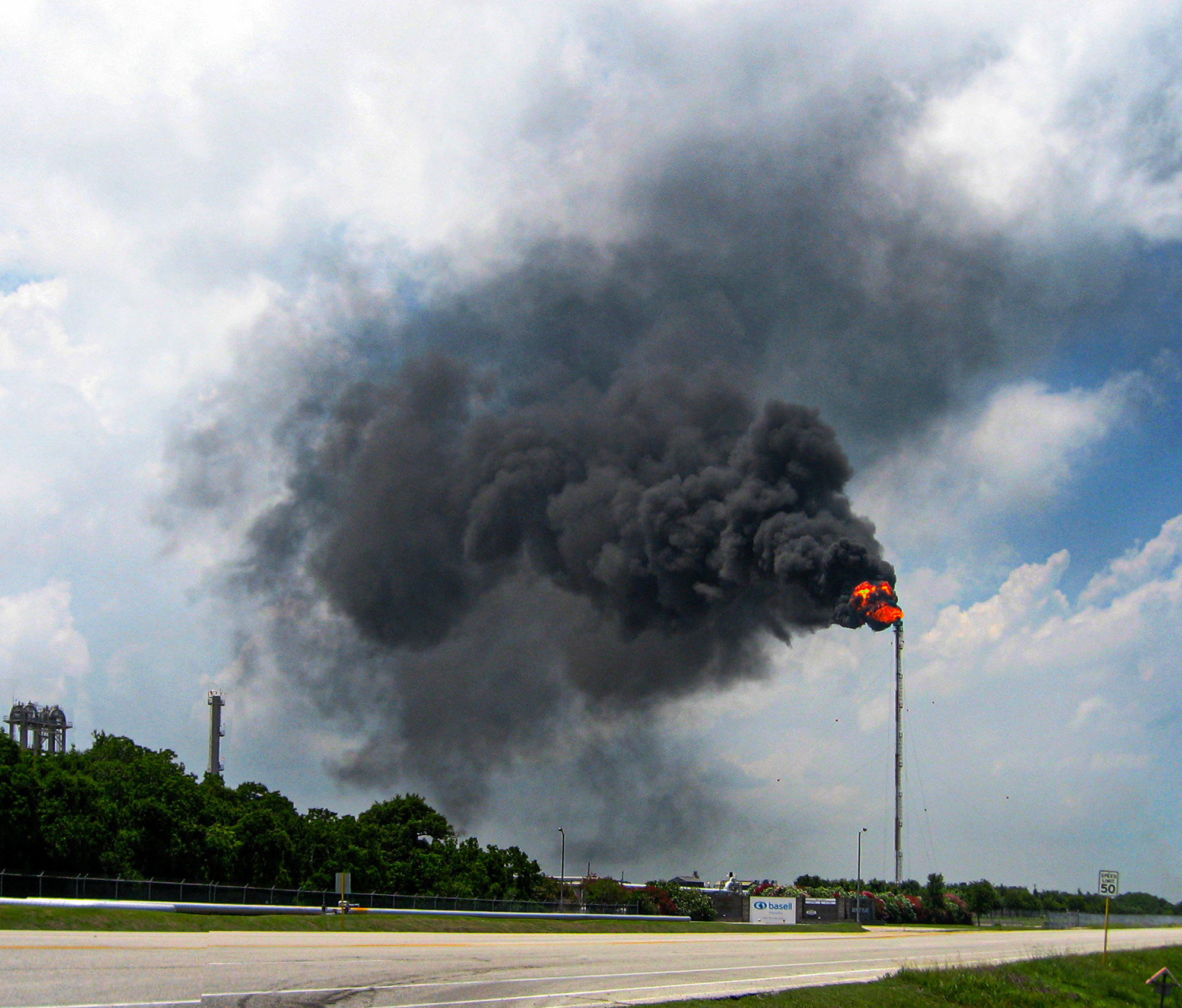
Émission de suie d'une torchère au Texas.

Le torchage de gaz naturel est une source majeure de pollution de l'air. La combustion imparfaite des gaz torchés aboutit à une production importante de monoxyde de carbone, de monoxyde d'azote, de dioxyde d'azote et d'oxyde de soufre. Pour ce dernier polluant, le taux est très variable d'une région à l'autre, selon la teneur en soufre du gaz torché.
Une étude publiée en 2016 s'est attachée à évaluer les émissions de particules en suspension résultant du torchage dans le Dakota du Nord. Les émissions de 26 torchères ont été mesurées. Le taux d'émission de particules de noir de carbone était, en moyenne, de 140 mg de noir de carbone par kg d'hydrocarbure détruit, mais les chiffres sont extrêmement variables (deux ordres de grandeur) d'une torchère à l'autre et selon les moments. L'estimation de la quantité des particules de carbone, résultat du torchage au niveau mondial, reste très approximative puisque cette étude aboutit à 20 Gg par an, tandis qu'un article antérieur donnait un nombre onze fois plus élevé. Cela reste une source mineure de ce type de pollution comparativement aux moteurs diesel (de l'ordre de 1 300 Gg par an dans le monde), mais localement importante.

### Effets sur la santé
Le torchage conduit à une combustion incomplète des hydrocarbures, conduisant au rejet de toutes sortes de composés nocifs ; si le gaz naturel contient également de l'H2S ou d'autres impuretés, alors cet effet est bien plus important. Les effets concernent aussi bien les populations humaines que l'agriculture (pluies acides, métaux lourds) ; les communautés nigérianes situées à proximité des torchères s'en sont plaintes.
Le torchage pétrolier-gazier disperse aussi dans l'environnement des radionucléïdes dont le radon (226Ra, 228Ra) et le potassium 40 que l'on retrouve par exemple dans l'eau de boisson issue des puits et eaux de surface autour des zones d'exploitation pétrolière du delta du Niger, en quantité très supérieure aux recommandations de l'OMS et de la Commission internationale de protection radiologique selon une étude publiée en 2013,.

### Pollution lumineuse

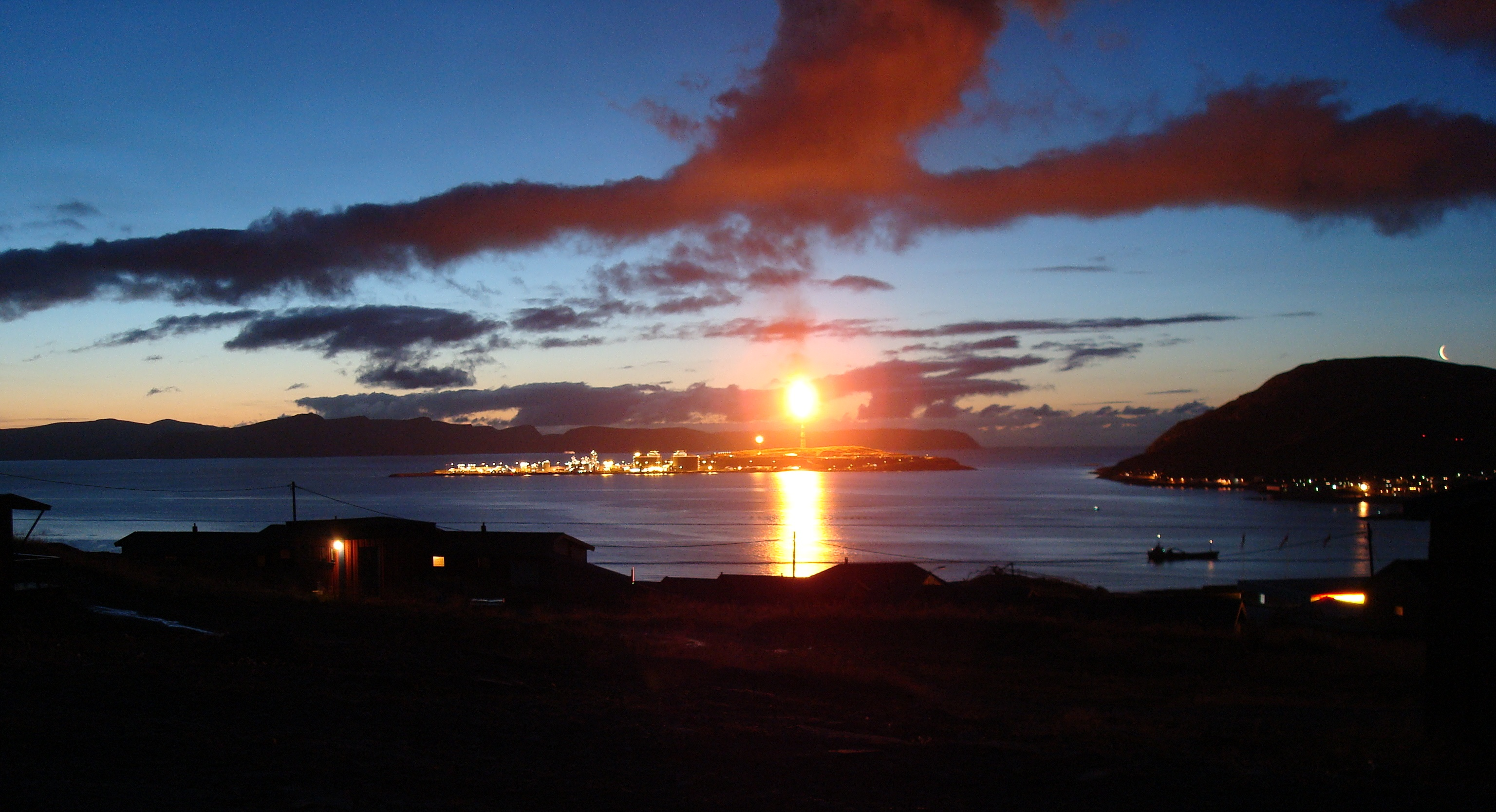
Torchère à Hammerfest, Norvège, au crépuscule.

La flamme et la lumière que le torchage émet peuvent être source de pollution lumineuse et perturber l'environnement nocturne, notamment en causant des situations de piège écologique, pour certaines espèces, ce qui peut avoir des conséquences indirectes dans le cas de pollinisateurs, quand ils viennent massivement se brûler dans la flamme. Parmi les exemples illustrant le projet de l'ONU d'Initiative taxonomique mondiale, initié dans le cadre de la mise en œuvre de la convention sur la diversité biologique (CDB), le Secrétariat de la CDB cite à ce propos l'exemple suivant : « Les membres d’une famille de papillons nocturnes, appelés « sphinx », pollinisent divers arbres et plantes dans les forêts. Chaque espèce de ces papillons de nuit pollinise une seule espèce végétale, ce qui revient à dire que si un type particulier de papillon est absent les plantes qui dépendent d’elle ne pourront être pollinisées et par conséquent ne pourront se reproduire. Récemment, un taxonomiste travaillant dans une forêt tropicale a remarqué que la torche d’une raffinerie de pétrole voisine attirait et tuait ces papillons mites par centaines. Considérant le nombre d’années depuis la mise en activité de cette raffinerie, on peut estimer sans difficulté le grand nombre de mites tuées, et le nombre de plantes non pollinisées compte tenu de la vaste superficie de la forêt. Sans pouvoir dire ce que ces papillons étaient, cette importante information n’aurait pu être accessible et aucune mesure de réparation n’aurait été prise »,.

## Initiatives en vue de réduire le torchage

### Indicateurs de la Banque mondiale
La Banque mondiale a mis en place plusieurs indicateurs servant à mesurer l'étendue du torchage et l'efficacité des politiques de réduction : 
- l'intensité du torchage ((en) flaring intensity) correspond au volume de gaz détruit en torchage (dans un pays, un gisement, ou par une compagnie pétrolière) pour un baril de pétrole extrait ;
- l'indice d'importation du torchage ((en) Imported Flare Gas Index) concerne les pays importateurs : il exprime la quantité de torchage de gaz « contenu » dans un baril de pétrole consommé dans le pays, selon l'origine de ses importations.

### LeGlobal Gas Flaring Reduction Group(GGFR)
En 2001, une initiative mondiale est lancée par la Norvège et la Banque mondiale pour étudier la question. Elle constate que les principaux obstacles à la réduction des gaz torchés sont : 
- l'augmentation de la production mondiale de pétrole, qui entraîne une augmentation consécutive de la production de gaz associés ;
- les contraintes majeures entravant le développement des marchés gaziers, des infrastructures gazières, et les projets de réduction de gaz torchés, qui exigent souvent une approche collaborative entre les parties prenantes principales, en principe avant le démarrage d'un projet d'exploitation.

L'initiative est transformée en partenariat public-privé mondial pour la réduction des gaz torchés (GGFR) au Sommet mondial sur le développement durable en 2002 à Johannesbourg. En plus de la Banque Mondiale, ce partenariat inclut actuellement BP, Chevron, Eni, ExxonMobil, Hydro, Royal Dutch Shell, Equinor, Total, et les gouvernements ou entreprises pétrolières nationales de l'Algérie, l'Angola, le Cameroun, le Canada, le Tchad, l’Équateur, la France, la Guinée équatoriale, l'Indonésie, le Nigeria, la Norvège, et les États-Unis, avec d'autres entreprises et pays qui devraient le rejoindre. Le partenariat incluant également l’OPEP couvre près de 70 % des rejets à l’atmosphère et du torchage au monde. Le but du GGFR est de soutenir les gouvernements nationaux et l'industrie du pétrole dans leurs efforts pour réduire l’évacuation et le torchage des gaz associés à l'extraction du pétrole brut. Le GGFR se concentre sur quatre secteurs d'activité :
- la commercialisation des gaz associés, incluant le développement du marché intérieur et l'accès aux marchés internationaux ;
- le développement des réglementations légales et fiscales pour les gaz associés ;
- la mise en application de la norme de réduction qui a été développée par le partenariat ;
- le développement de capacité relatif aux crédits carbone pour les projets de réduction des gaz torchés et évacués[29].

La norme mondiale volontaire pour la réduction des gaz évacués et torchés, fournit les conseils sur la façon de réaliser des réductions de l’évacuation et du torchage des gaz associés à la production de pétrole brut. L’ensemble des projets du GGFR devrait permettre d’éliminer près de 32 millions de tonnes de gaz à effet de serre d’ici 2012.
À partir de 2015, la Banque Mondiale défend l'objectif d'une élimination totale du torchage de routine à l'horizon 2030. Elle estime que plus de 100 milliards de dollars sont nécessaires pour parvenir à cet objectif. Cette somme doit néanmoins s'entendre comme des investissements et non des dépenses, puisque des recettes sont générées par la commercialisation du gaz.

### Mécanismes de développement propre
Les mécanismes de développement propre, créés dans le cadre du Protocole de Kyoto, permettent à une nation de vendre des crédits d'émission quand elle fait la preuve qu'elle a économisé un montant donné d'émissions de CO2 ; les réductions de torchage et de rejet entrent dans ce cadre, ce qui modifie notablement l'économie des opérations ; des opérations de ce type sont déjà en cours en 2007, principalement en Inde et au Kenya,.
C'est le volume et la composition du gaz associé qui orientent son emploi. Si le gaz est disponible en grandes quantités, il justifie financièrement l'installation d'une usine de purification et un gazoduc, éventuellement en cumulant la production de plusieurs puits voisins, pour la production de gaz de pétrole liquéfié (GPL).

### Effets pervers potentiels
Si les torchères sont faciles à observer (notamment par satellite), le rejet direct de gaz naturel est quasiment indétectable (sauf en imagerie infrarouge). Ainsi, une politique stricte de pénalisation du torchage peut avoir pour effet pervers d'inciter certains opérateurs pétroliers à favoriser le rejet sans flamme sur la perche de torchage, avec alors des conséquences bien plus graves en matière climatique.
En 2023, certaines études suspectent que l'augmentation importante des rejets de méthane du Turkménistan des dernières années est liée à cette stratégie qui consiste à « invisibiliser » les rejets liés au torchage.

## Alternatives au torchage de production

### Mesures «géologiques»

#### Réduction de la production de gaz associé
Le premier moyen de réduire le torchage du gaz naturel est de ne pas le produire, en améliorant les conditions de gestion, au cas par cas ; ces conditions sont fréquemment associées à l'écoulement biphasique des hydrocarbures :
- à Farmington (Nouveau-Mexique), sur un puits à gaz présentant une quantité variable de condensats, une meilleure gestion a permis d'éviter les mises à l'air ou mises à la torche intempestives par un meilleur pilotage des surpressions[40] ;
- sur le site de Kokdumalak (Ouzbékistan), un meilleur pilotage du débit de pétrole extrait a permis de réduire la quantité de gaz associé extraite, améliorant ainsi le pourcentage de récupération et la durée de vie du puits[41].

#### Réinjection dans le gisement
Cette méthode est classiquement utilisée dans le cadre de la récupération assistée du pétrole ; elle permet de maintenir une pression de fond plus élevée, et donc d'améliorer le pourcentage de récupération du pétrole, ce qui rend l'opération rentable ; cependant, si le gaz est acide (présence de CO2 ou d'H2S), il exige des matériels et canalisations résistants à la corrosion. Du point de vue de l'exploitant, ce gaz n'est pas perdu, il reste disponible à l'exploitation future. Ainsi, le principal gisement de pétrole norvégien, Statfjord, a été exploité pendant trois décennies en réinjectant l'essentiel du gaz associé dans le gisement. Au cours des années 2000, très peu de pétrole extractible restant dans le gisement, l'infrastructure a été modifiée pour que le gisement soit désormais exploité pour son gaz naturel.

#### Stockage géologique
Selon les caractéristiques du gisement, il n'est parfois pas possible de réinjecter la totalité du gaz associé sans l'endommager. Une solution est alors parfois d'injecter une partie du gaz dans une formation souterraine poreuse disponible à proximité, comme un aquifère de grande profondeur – c'est une méthode similaire à celle utilisée pour le stockage saisonnier du gaz. Le gaz ainsi stocké reste disponible pour une extraction future, si le contexte économique évolue et la rend viable.

### Commercialisation du gaz associé

#### Liquéfaction
Il s'agit de produire localement, en petite quantité, du gaz naturel liquéfié (GNL), qui peut alors être expédié par des citernes adiabatiques sur camion. Il peut alors alimenter une station-service ravitaillant des véhicules l'utilisant comme carburant, ou être livré à des localités ou des installations industrielles non reliées au réseau principal de gaz naturel. À la fin des années 2010 sont apparues des installations mobiles de production de GNL. Déplacées par camions, elles peuvent être installées rapidement à proximité d'un puits, et déplacées au besoin.

#### Compression
Concernant les gisements en mer, la vente de gaz sous forme comprimée et transporté par navires pourrait être un moyen de valoriser de petites productions sans demander les investissements considérables requis pour la liquéfaction, mais il n'existe encore aucune réalisation concrète.

### Production d'électricité ou de chaleur à proximité des puits

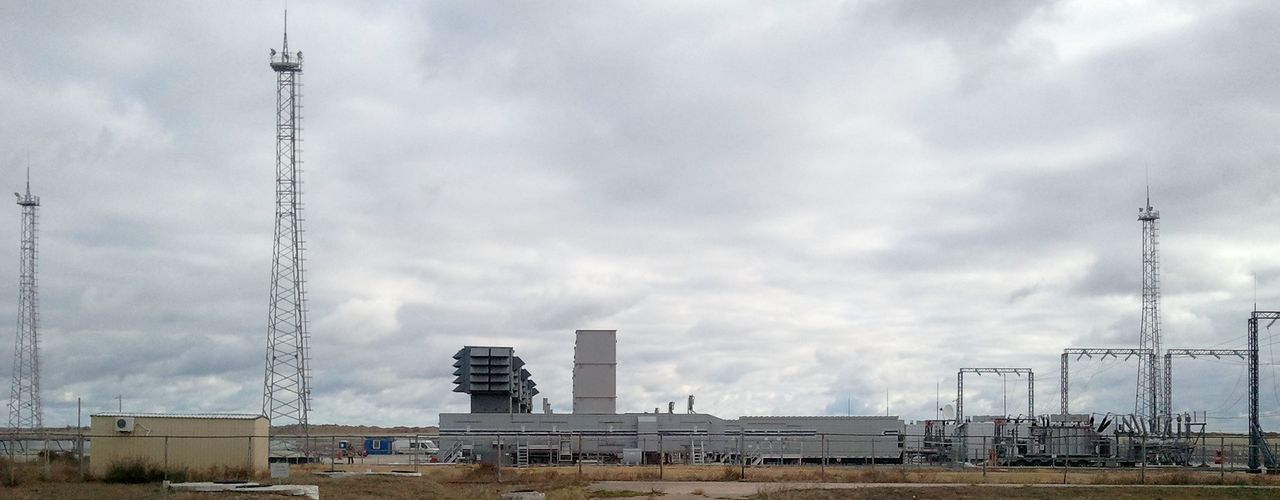
Centrale électrique mobile au gaz naturel en Crimée.

Il s'agit d'installer, à proximité immédiate du gisement, une machine qui utilise le gaz naturel associé pour produire de l'électricité, du travail mécanique, de la chaleur ou une combinaison de ces énergies. Il peut s'agir d'une chaudière, d'un moteur à pistons, d'une turbine à gaz, ou même, si le volume de gaz dépasse 50 millions de mètres cubes, d'une centrale à cycle combiné. L'électricité est alors revendue au réseau électrique. En l'absence de réseau électrique et de demande d'électricité significative dans le voisinage, une installation consommant de l'électricité peut être spécifiquement placée à proximité, par exemple pour le minage de cryptomonnaie. Certaines sociétés proposent des centrales thermiques mobiles, qui peuvent être facilement positionnées à proximité de gisements mêmes isolés géographiquement, le plus grand projet de ce type est une centrale de 165 MW positionnée par la société britannique Aggreko à proximité d'un gisement du Kurdistan Irakien. Inaugurée en 2022 cette centrale évite le torchage de 400 millions de mètres cubes de gaz par an.
Un moteur à combustion interne est une bonne option pour les petits débits de gaz. De nombreux modèles de moteurs compatibles avec le gaz naturel, allant de quelques dizaines de kilowatts à quelques mégawatts, sont disponibles sur le marché. Un moteur peut utiliser le gaz associé d'un ou plusieurs puits de pétrole et produire de l'électricité pour les besoins de l'exploitation et pour l'injection sur le réseau électrique. Cependant, à de rares exceptions près, les moteurs disponibles sont conçus pour fonctionner avec un gaz naturel épuré, c'est-à-dire du méthane presque pur. L'utilisation directe du gaz associé, qui contient des gaz inertes et des hydrocarbures plus lourds (butane, propane), pose des problèmes de stabilité. Il faut ainsi soit brider le moteur (en utilisant un mélange pauvre) soit passer par un traitement, rudimentaire, du gaz naturel.

### Pétrochimie à proximité des puits
Une autre possibilité est d'installer, à proximité des puits, de petites usines pétrochimiques, transformant le gaz naturel en un produit plus facile à transporter.

#### Méthanol
Dans cette catégorie rentre notamment le craquage pour la production de méthanol, un produit pétrochimique de base, utilisé par plusieurs industries (plasturgie, peintures, explosifs, etc.). Le méthanol est liquide à température ambiante, donc facilement transportable. Les unités de craquage de petite taille, pouvant être installées à proximité des puits, sont encore rares.

#### Ammoniac/urée
L'urée dérivant de l'ammoniac, ces deux produits, qui sont à la base de l'industrie des engrais de synthèse, sont généralement fabriqués en association. L'ammoniac est un gaz dans les conditions ambiantes, mais se liquéfie facilement, l'urée est un produit granulaire facile à transporter.

#### Essence synthétique
La production de carburant synthétique à partir du gaz associé, par procédé Fischer-Tropsch, a souvent été présentée comme un autre moyen de valoriser le gaz associé. Cependant, la production de carburant synthétique à petite échelle n'est pas une technologie mature, et l'équation économique qui la rendrait viable reste complexe.

## Situation par pays

### Russie
La Russie est le pays du monde qui détruit le plus de gaz en torchère. La Banque mondiale, sur la base des données satellites, estime le volume détruit à près de 25,5 milliards de mètres cubes en 2022. L'essentiel du torchage a lieu dans des gisements de Sibérie occidentale exploités par les deux conglomérats publics, Rosneft et Gazprom Neft. Le gouvernement a fixé pour objectif de réduire la torchage à 5 % du gaz associé, mais cet objectif est loin d'être atteint.
Après une période de réduction, le torchage a de nouveau augmenté à la fin des années 2010, en raison de la mise en service de nouveaux gisements de pétrole qui ne sont pas reliés au réseau de gaz naturel. Les compagnies privées Surgutneftegas et Lukoil valorisent quasiment 100 % du gaz associé, contrairement à Rosneft.

Les hydrocarbures et le torchage en Russie et en Asie centrale
Torchage annuel de gaz naturel des pays de l'ex-URSS, en 2012 (rouge) et 2022 (bleu).
Régions pétrolifères en Russie et en ex-URSS.

### Asie centrale et Caucase
Les producteurs de pétrole d'Asie centrale (Kazakhstan, Turkménistan, Ouzbékistan, Azerbaïdjan) ont réussi à réduire de façon considérable la destruction de gaz associé. Le Kazakhstan affiche d'ailleurs la plus importante réduction (en valeur absolue) de torchage de gaz au monde pendant la décennie 2010. Le gisement Kachagan au Kazakhstan, un des plus grands projets pétroliers du XXIe siècle a été développé sans torchage de routine, le gaz associé étant en partie commercialisé après traitement, en partie réinjecté dans le gisement.

### Amérique du Nord

Régions pétrolifères en Amérique du Nord.

#### États-Unis
La destruction de gaz en torchère était tombée à un niveau très bas aux États-Unis à la fin du XXe siècle, mais a connu un très important rebond depuis l'an 2000, en raison de la croissance de la production de pétrole de schiste dans les États du Dakota du Nord et du Texas. Le volume de gaz torché aux États-Unis a ainsi été multiplié par six entre 2000 et 2019, toute l'augmentation venant de ces deux États. Les États-Unis sont revenus en troisième position mondiale du volume de gaz détruit en torchère, même si, rapporté à l'énorme production de gaz du pays, seuls 1,3 % sont ainsi éliminés. Une majorité du torchage vient de puits qui sont pourtant reliés au réseau de gaz naturel, mais celui-ci ne peut absorber toute leur production. L'une des raisons est le caractère non pérenne de la production des puits de schistes utilisant la fracturation hydraulique. Leur production de pétrole, et donc de gaz associé, est très importante les premiers mois, puis décline extrêmement vite. Ainsi, construire une infrastructure suffisante pour évacuer tout le gaz au pic de la production est économiquement rédhibitoire, puisqu'après quelques mois elle serait sous-utilisée.
Après 2020, du fait d'un brutal ralentissement des forages de pétrole de schiste et de l'adoption de nouvelles règles, les volumes détruits en torchère ont été fortement réduits.

#### Canada
Parmi les grands producteurs de pétrole, le Canada fait partie de ceux qui ont quasiment éliminé le torchage. Il était évalué à 1,2 milliard de mètres cubes en 2018. L'Alberta, où se concentre la production de pétrole du pays, dispose d'un vaste réseau de gaz naturel, en outre la réinjection souterraine de gaz associé et de sous-produits de gaz est très développée. La quantité de gaz torché en Alberta a été réduite de 80 % entre 1996 et 2010.

#### Mexique
Le Mexique détruit d'importantes quantités de gaz associé en torchère, et les quantités ont augmenté à la fin des années 2010 (malgré une diminution de la production de pétrole). Cette situation a été reliée par des observateurs à des problèmes d'infrastructures, notamment des déficiences dans l'épuration du gaz, qui contient beaucoup de diazote dans son état brut, et ne peut donc être commercialisé sans un traitement adéquat.

### Amérique du Sud

Les hydrocarbures et le torchage en Amérique du Sud
Torchage annuel de gaz naturel en Amérique du Sud, en 2012 (rouge) et 2022 (bleu).
Régions pétrolifères en Amérique du Sud.

#### Venezuela
Le Venezuela, est, de loin, le pays qui détruit le plus de gaz en torchère sur le continent sud-américain. Avec environ huit milliards de mètres cubes en 2021, il se classe au cinquième rang mondial. C'est aussi, parmi les grands pays producteurs de pétrole, celui qui détruit le plus de gaz en rapport avec la quantité de pétrole extraite. Le pays n'a jamais réussi à réduire sensiblement le torchage, ses difficultés politiques et économiques répétées ayant empêché tout progrès des projets visant à valoriser le gaz associé.
Trinité-et-Tobago a engagé des contacts avec le Venezuela pour tenter de s'associer à la valorisation du gaz. En effet, ce pays dispose d'une usine d'exportation de GNL (Atlantic LNG à Point Fortin) et d'installations pétrochimiques, qui ne fonctionnent plus à pleine capacité, en raison de l'épuisement des gisements. Or, des gisements vénézuéliens situés à proximité détruisent massivement du gaz associé. Trinité-et-Tobago propose donc de servir d'intermédiaire pour la valorisation de gaz vénézuélien.

#### Autres pays
La Colombie, producteur de pétrole de deuxième plan, est citée comme un pays ayant réussi à réduire fortement la destruction en torchère de gaz : d'un milliard de mètres cubes en 2012, le volume détruit est tombé à 300 millions en 2021. Des lois strictes ont été votées, prévoyant des sanctions financières en cas de torchage de gaz. La Colombie apparaît ainsi comme un leader régional en la matière, avec une réduction importante non seulement du torchage, mais aussi des émissions parasites de méthane.
En Argentine, la destruction en torchère de gaz associé a plus que doublé entre 2017 et 2021. C'est une situation analogue à celle observée aux États-Unis : le retour du torchage est dû à l'augmentation de la production de pétrole de schiste, extrait de la formation de Vaca Muerta. Fin 2022, l'ONG 350.org publie un rapport dénonçant les externalités du boom pétrolier de Vaca Muerta, dont celles liées au torchage de gaz.
Au Brésil, Petrobras, qui contrôle 95 % de la production nationale de pétrole, affirme en 2022 que plus aucune de ses installations ne brûle en routine le gaz naturel, tout le gaz associé étant réinjecté ou vendu dans le réseau. Le volume de gaz torché a diminué d'année en année, seul du torchage d'urgence subsiste.
En Équateur, la production de pétrole est concentrée à l'est du pays, dans des régions difficiles d'accès, ce qui complique la valorisation du gaz associé. Une partie est détruite en torchère, après extraction toutefois du GPL, pour lequel un important marché national existe. En 2021, une importante décision de justice donne raison à des habitants de la région qui poursuivaient les compagnies pétrolières pour les préjudices dus aux torchères.
Concernant Trinité-et-Tobago, où il existe une importante infrastructure gazière (exportation de GNL et production pétrochimique), la destruction de gaz en torchère a été fortement réduite en reliant les plate-formes pétrolières au réseau de gaz. Le pays valorise son gaz en exportant du gaz naturel liquéfié et des produits pétrochimiques.

### Moyen-Orient

Les hydrocarbures et le torchage au Moyen-Orient
Régions pétrolifères au Moyen-Orient.
Torchage annuel de gaz naturel au Moyen-Orient, en 2012 (rouge) et 2022 (bleu).

#### Iran
Classé troisième par le volume de gaz détruit en torchère, l'Iran brûle ainsi principalement du gaz associé provenant des gisements de pétrole exploités depuis longtemps au Khouzistan. En 2020, le pays affirme avoir réduit d'un quart la quantité de gaz torché relativement à l'année précédente. En janvier 2021, une importante usine de traitement de gaz naturel a été inaugurée à Bidboland dans cette même région. Elle traite le gaz associé de plusieurs gisements pour l'injecter dans le réseau de gaz, commercialise les hydrocarbures plus lourds extraits du gaz (butane, propane), et réinjecte en sous-sol les gaz acides (CO2 et H2S).

#### Irak
Environ la moitié du gaz associé produit par les gisements de pétrole irakiens est détruit en torchère. Selon la banque mondiale, l'Irak a détruit 17,5 milliards de mètres cubes de gaz naturel en torchères en 2021. C'est environ 12 % du total mondial, et ce chiffre fait de l'Irak le deuxième responsable mondial de torchage derrière la Russie. Le volume de gaz torché a augmenté de 41 % entre 2012 et 2021, proportionnellement à l'accroissement de la production de pétrole. Cette destruction massive de gaz intervient alors même que l'Irak doit importer du gaz naturel iranien pour répondre à ses propres besoins en énergie, et ne produit pas assez d'électricité pour répondre à sa demande. Le gouvernement ambitionne, en 2022, de réduire de 90 % le torchage de gaz à l'horizon 2024, objectif jugé irréaliste par des observateurs du secteur. Plusieurs usines de traitement de gaz sont en construction dans le sud du pays, et sont destinées à épurer le gaz associé des grands gisements de cette région. La première, située sur le gisement de Rumaila et d'une capacité de 2 milliards de mètres cubes par an, est entrée en service à l'été 2023. Elle a nécessité un investissement de trois milliards de dollars, Shell en est l'opérateur.

#### Oman
Le sultanat d'Oman a détruit environ 2,5 milliards de mètres cubes de gaz par torchage en 2020, chiffres qui en font approximativement le dixième responsable de torchage de gaz au monde, et le troisième au Moyen-Orient, très loin derrière l'Iran et l'Irak. En 2022, un accord est signé avec une entreprise américaine dont le modèle économique est de placer des génératrices électriques et des centres de données à proximité des sites pétroliers pour valoriser le gaz.

#### Qatar
Le Qatar est un des plus importants producteurs de gaz naturel du monde, détenant le plus grand gisement avec North Dome, tandis que sa production de pétrole est, en comparaison, relativement modeste. Le principal gisement de pétrole du pays, Al-Shaheen, détruisait une grande quantité de gaz associé en torchère au début de son exploitation, mais en 2012 les exploitants annoncent que le torchage a été réduit de 90 %. Concernant l'aval, important dans le pays, le terminal d'exportation de gaz naturel liquéfié de Ras Laffan, le plus grand du monde, a fait, au cours des mêmes années, l'objet d'amélioration permettant de récupérer et re-liquéfier le méthane s'évaporant des réservoirs, éliminant la quasi-totalité du torchage.

#### Arabie Saoudite
L'Arabie saoudite est souvent citée en exemple pour sa politique réussie d'élimination du torchage du gaz naturel. Le torchage était omniprésent dans le royaume jusqu'aux années 1970, mais la mise en place d'un réseau de gaz naturel et d'usines de traitement a permis d'utiliser presque tout le gaz associé. Il subsiste un petit volume de torchage d'urgence.

#### Koweït
Le Koweït fait partie des producteurs qui ont éliminé le torchage du gaz. En avril 2022, la Kuwait Oil Company annonce que seul 0,5 % du gaz associé est encore détruit en torchère dans le pays. Ce chiffre était encore de 17 % en 2005. Le Koweït ne possède presque pas de gisements de gaz non-associé, ainsi la valorisation du gaz associé est (avec les importations) nécessaire pour répondre à sa demande interne. Les 26 grandes installations industrielles qui centralisent le pétrole et le gaz des puits du pays ont été équipées pour valoriser au mieux le gaz associé. Le traitement du gaz associé a aussi dégagé une importante production de GPL.

### Afrique

Les hydrocarbures et le torchage en Afrique
Régions pétrolifères en Afrique de l'Ouest.
Régions pétrolifères en Afrique du Nord.
Torchage annuel de gaz naturel en Afrique, en 2012 (rouge) et 2022 (bleu).

#### Algérie
Selon la Banque mondiale, l'Algérie a torché 9,3 km3 de gaz naturel en 2020, ce qui place le pays en cinquième position mondiale, à égalité avec le Venezuela. Le gaz associé du principal gisement de pétrole, Hassi Messaoud, est valorisé depuis 2017.

#### Nigeria

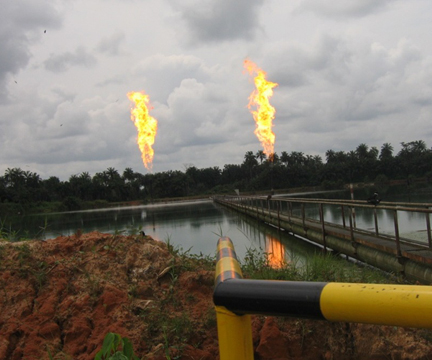
Torchage dans le delta du Niger.

La destruction de gaz associé en torchère a été massive au Nigeria dès le début de son industrie pétrolière (la première découverte de pétrole date de 1956) et pendant des décennies, le pays était premier au monde pour le volume de gaz torché, qui a culminé à 45 milliards de mètres cubes en 1996.
Formellement interdit en 1984, le torchage de gaz naturel a continué à une très grande échelle au Nigeria, et a souvent été dénoncé dans le pays, comme une illustration de la corruption et du manque d'autorité de l'État. Shell a historiquement été responsable de la plus importante part du torchage dans ce pays.
Les Ogonis, peuple habitant l'état de Rivers où a commencé la production pétrolière du pays, s'est mobilisé contre les conséquences de l'exploitation pétrolière, le Mouvement pour la survie du peuple ogoni fédérant la protestation qui devient une révolte dans les années 1990. Les conséquences du torchage du gaz, qu'elles soient sanitaires (maladies respiratoires, cancers) ou économique (détérioration des terres agricoles à cause des pluies acides) constituent une partie importante des motifs de la révolte des Ogonis, aux côtés des déversements de pétrole et de l'absence de retombées économiques.
La situation a commencé à s'améliorer quelque peu à la fin des années 1990. Un terminal d'exportation de gaz naturel liquéfié a été inauguré en 2000 (Nigeria LNG), et sa capacité a été augmentée graduellement. Nigeria LNG a été construit par un consortium de compagnies pétrolières, dont chacune contribue à son approvisionnement avec le gaz associé des gisements qu'elle exploite. La réinjection souterraine et l'utilisation locale du gaz se sont également développées, et la proportion de gaz torché a diminué considérablement de 2001 à 2018, passant approximativement de 50 % de la production brute à 10 %.

#### Libye

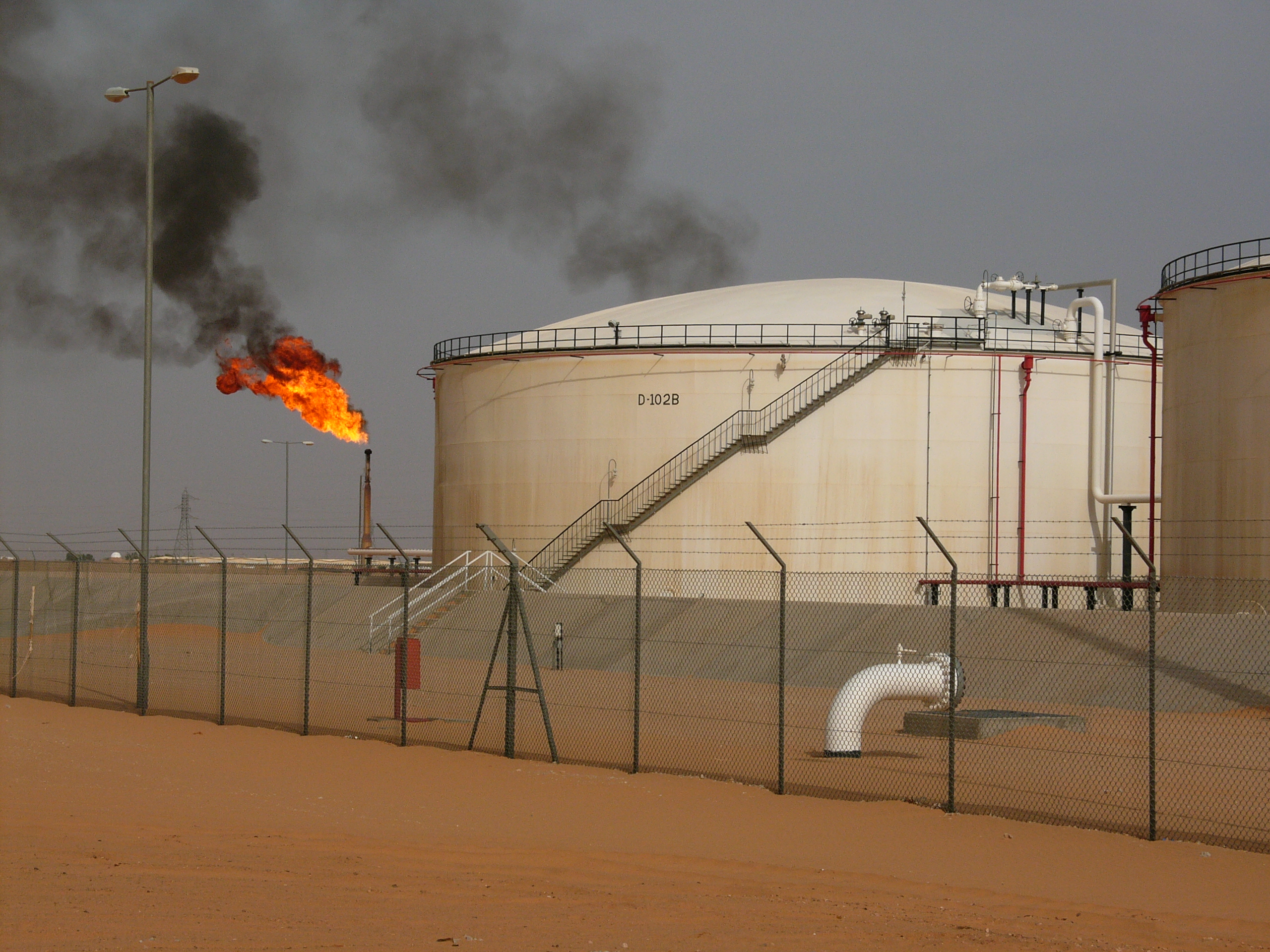
Torchère d'une installation pétrolière libyenne.

La Libye a détruit en torchère six milliards de mètres cubes de gaz en 2021, soit 4 % du total mondial. Depuis la chute de la Jamahiriya arabe libyenne en 2011, le pays reste instable et la production de pétrole a beaucoup fluctué d'une année sur l'autre, et le volume de gaz torché également par conséquent. L'intensité de torchage est de l'ordre de 13 mètres cubes de gaz torché pour un baril de pétrole extrait. L'infrastructure de traitement du gaz associé est très insuffisante dans le pays, d'où le torchage de routine massif. Un terminal d'exportation de gaz naturel liquéfié est construit à Marsa El Brega en 1970, il n'est cependant plus opérationnel depuis 2011.

#### Angola
La production de pétrole en Angola est beaucoup plus récente qu'au Nigeria ; l'Angola n'est devenu un producteur majeur qu'au cours des années 2000. La production est presque entièrement en mer, au large de l'enclave de Cabinda. Une partie du gaz est réinjectée dans les réservoirs, et une petite quantité sert à couvrir les besoins énergétiques des plates-formes elles-mêmes, mais le reste est souvent détruit en torchère.
Le projet Angola GNL, visant à faire du pays un exportateur de gaz naturel liquéfié, est entré en service en 2013.

#### Égypte
La production de pétrole en Égypte est répartie sur trois bassins sédimentaires : l'un se trouve dans le golfe de Suez, les deux autres dans le nord-ouest du pays. La destruction de gaz en torchère est répartie de façon assez égale entre ces trois bassins producteurs. La réduction du torchage est d'autant plus prioritaire que l'Égypte peine à répondre à sa demande énergétique.

#### Congo
Le Congo-Brazzaville est le troisième producteur de pétrole en Afrique subsaharienne. Sa production se fait presque entièrement en mer. Une grande partie du gaz associé est brûlé en torchères. La compagnie italienne Eni, qui est un des principaux opérateurs pétroliers dans le pays, compte démarrer une petite unité flottante de liquéfaction en 2023, et une plus importante en 2025, qui devraient convertir une partie du gaz actuellement détruit en GNL pour l'exportation.

### Asie-Pacifique

Les hydrocarbures et le torchage en Asie du Sud-Est et de l'Est
Localisation des bassins pétroliers en Chine.
Torchage annuel de gaz naturel dans la région Asie-Pacifique, en 2012 (rouge) et 2022 (bleu).

#### Chine
Malgré la présence d'un vaste réseau de gaz naturel et une demande de gaz en hausse, environ 3,3 % (vers 2012) de la production brute de gaz en Chine est détruite en torchère. De plus, la quantité de gaz ainsi détruit a augmenté au cours des années 2010. Cela s'explique par le fait que la production de pétrole et de gaz associé a diminué dans les « vieux » gisements du nord-est du pays (comme Daqing), très bien reliés au réseau de gaz, tandis qu'elle a augmenté dans les gisements situés au centre et à l'ouest du pays, beaucoup plus isolés géographiquement.

#### Asie du Sud-Est

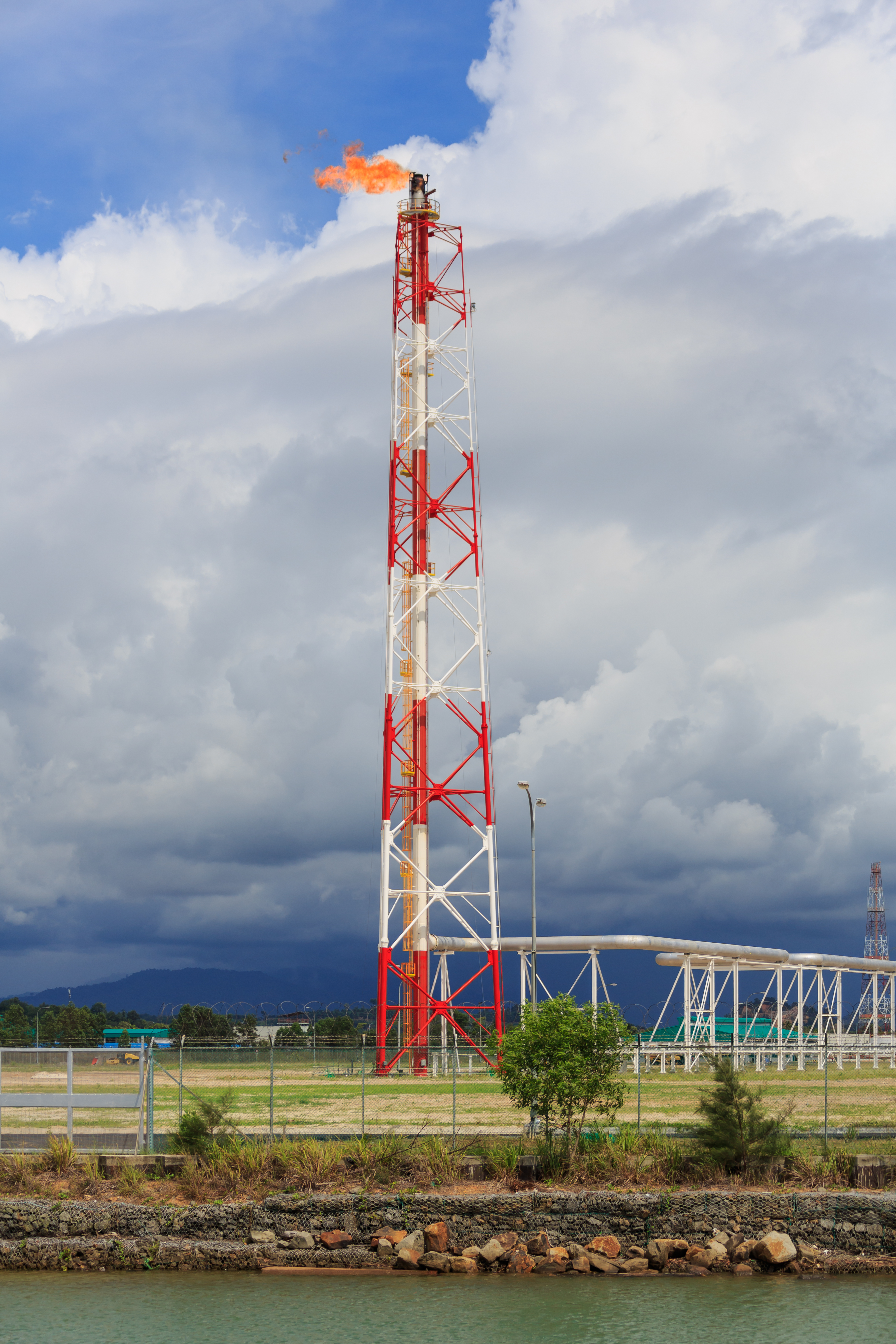
Torchère du Sabah Oil and Gas Terminal en Malaisie.

Malgré la présence de vastes infrastructures d'exportation de gaz naturel liquéfié, la Malaisie, l'Indonésie et Brunei détruisent d'assez grosses quantités de gaz en torchère, même si le volume est nettement orienté à la baisse. L'Indonésie a réduit de moitié en dix ans le volume de gaz détruit en torchère et a l'objectif d'éliminer totalement le torchage de routine avant 2030.
La production de pétrole et de gaz thaïlandaise est pour l'essentiel en mer, venant de gisements de taille modeste situés dans le golfe de Thaïlande. La compagnie pétrolière, PTTEP, a considérablement réduit le torchage en reliant les plate-formes pétrolières au réseau de gaz pour commercialiser leur gaz associé.

### Europe
En mer du Nord, principale région pétrolière d'Europe occidentale, le réseau de gaz a été mis en place dès le début de l'exploration, et la réinjection de gaz dans les gisements a été largement pratiquée, ainsi, le gaz n'a jamais été brûlé en routine. La Norvège, le Danemark, le Royaume-Uni ont des taux très faibles de torchage de gaz.